# (10490) 1985 VL
1985 في أل (ويعرف أيضًا باسم (10490) 1985 في أل وفق تسمية الكوكب الصغير) (بالإنجليزية: 1985 VL)‏ هو كويكب ضمن حزام الكويكبات؛ وترتيبه 10490 من حيث الاكتشاف.
اكتُشف هذا الجُرم الفلكي بواسطة Poul Jensen (astronomer) ‏ في 14 نوفمبر 1985.

## وصلات خارجية
- (10490) 1985 VL في قاعدة بيانات مختبر الدفع النفاث لأجرام النظام الشمسي الصغيرة

- الاكتشاف · مخطط المدار ·  العناصر المدارية · المعلمات المادية

- (10490) 1985 VL على موقع ويكي سكاي: DSS2, SDSS, GALEX, IRAS, Hydrogen α, X-Ray, Astrophoto, Sky Map, Articles and images